# Valdivijské lesy

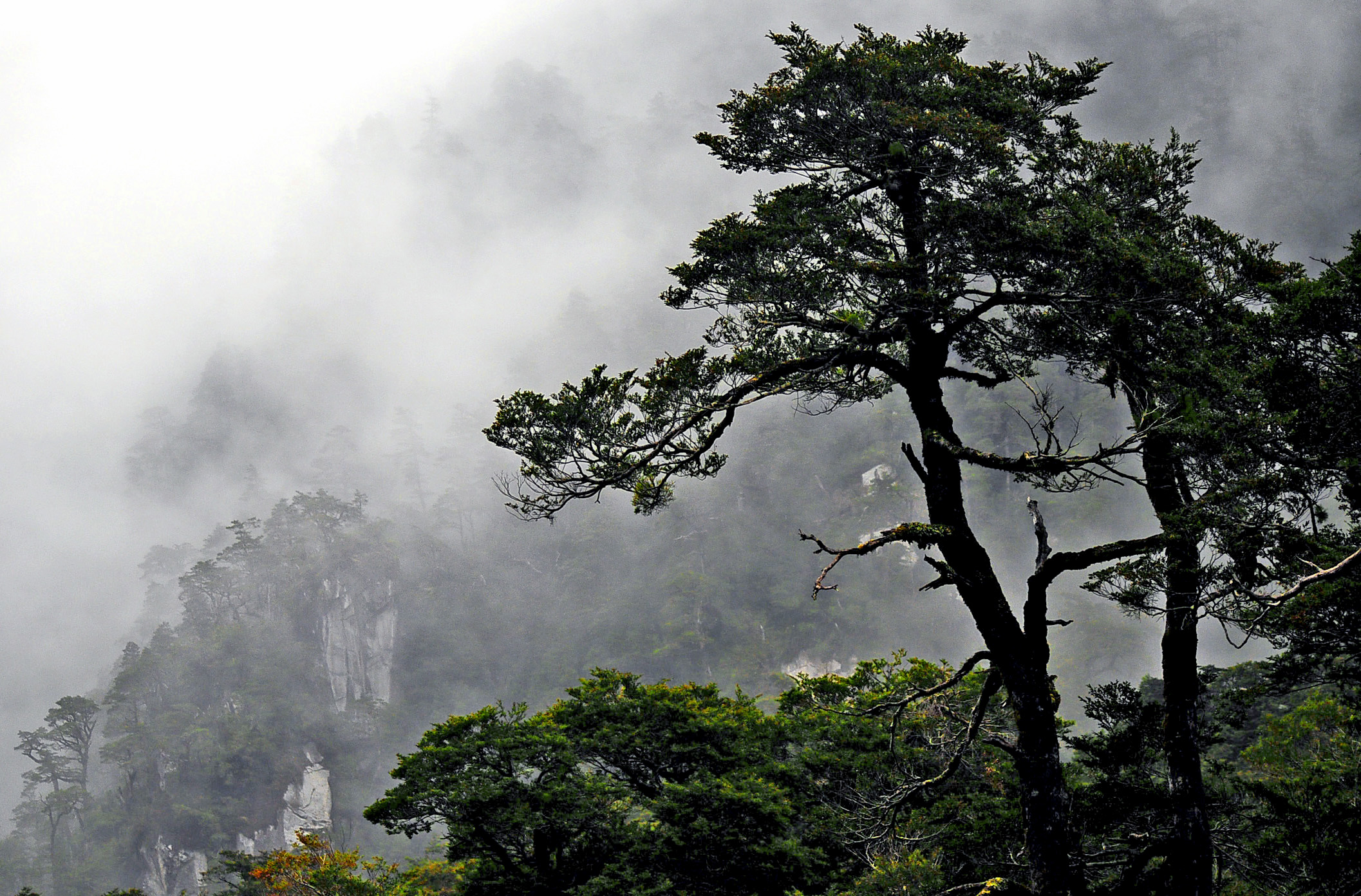
Panorama mlžných valdivijských lesů

Valdivijské deštné lesy (NT0404) jsou ekoregionem mírného klimatického pásu na západním pobřeží jižní části Jižní Ameriky v Chile a Argentině. Jsou součástí neotropické oblasti, biomu temperátních deštných lesů. Jsou charakteristické velkým množstvím srážek, oceanickým klimatem a zastoupením mnoha vzácných, reliktních a endemických druhů rostlin. Valdivijské deštné lesy jsou charakteristické hustým podrostem bambusů, kapradin a tím, že v nich převažují stálezelené nahosemenné stromy s některými listnatými exempláři, i když běžné jsou i jehličnany. Pro svůj biologický význam byly organizací WWF zařazeny na seznam nejcennějších biotopů Global 200. Pojmenovány jsou podle chilského města Valdivia.

## Obecná charakteristika

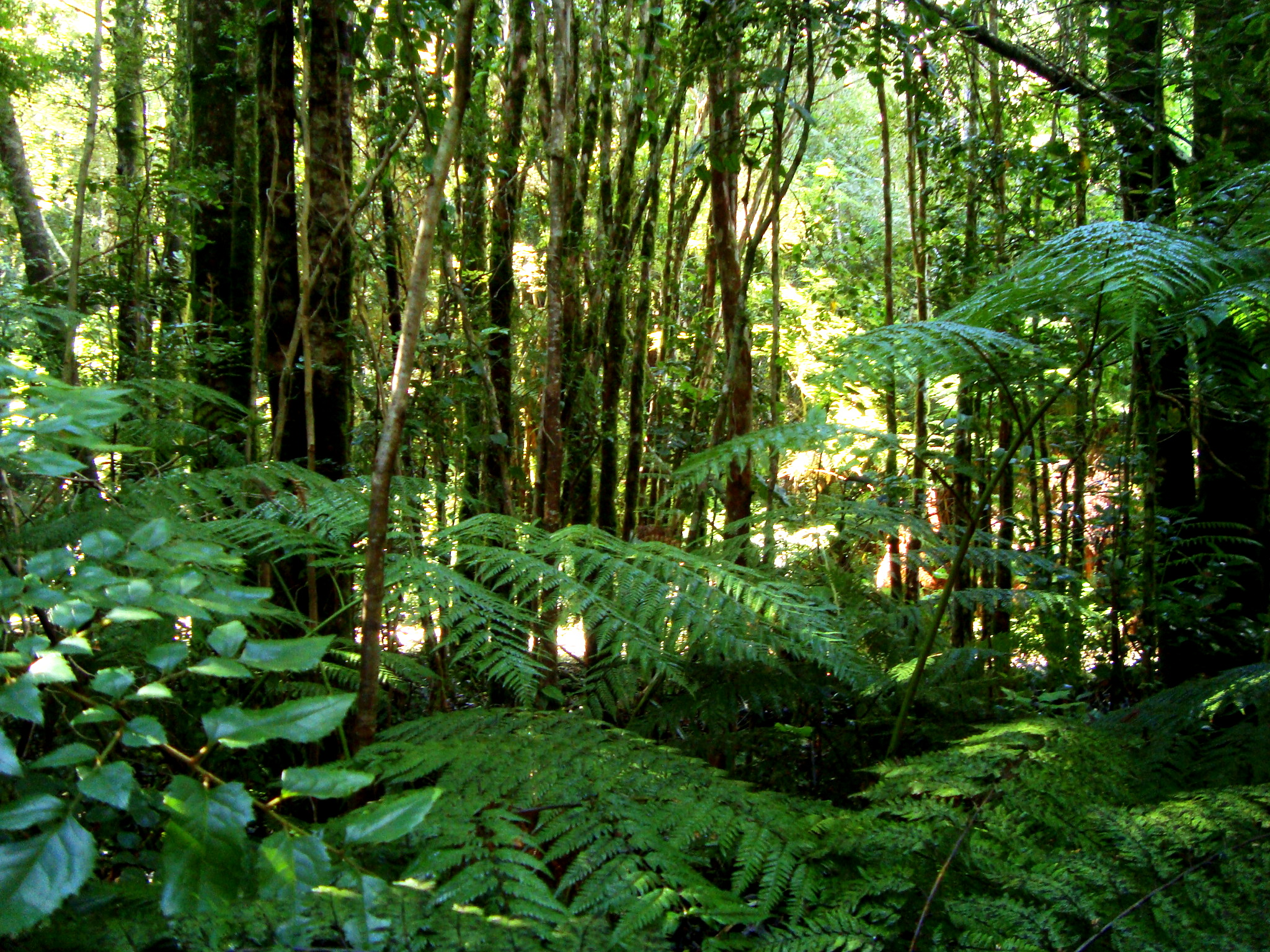
Pohled do lesního interiéru

Rozkládají se v úzkém pruhu ohraničeném z jedné strany Tichým oceánem, ze druhé návětrnými svahy And, zhruba mezi 38° a 46° jižní šířky (chilské regiony Araukánie, Los Ríos, Los Lagos); mírně přesahují až do západní Argentiny. Na severu na ně navazuje mediteránní společenstvo chilského matorralu, na jihu přecházejí v subarktické Magellanské lesy.
Klima Valdivijských lesů je ovlivňováno západními větry od Pacifiku, které vlivem studeného Humboldtova proudu při pobřeží přinášejí značné množství srážek; jejich roční úhrny dosahují od 1000 mm na severu území až po 6000 mm na jihu. Klima je silně oceanické, s nízkými teplotními rozdíly mezi létem a mírnou zimou. Obvyklým jevem je vysoká vzdušná vlhkost a časté mlhy.

## Vegetace, flóra a fauna

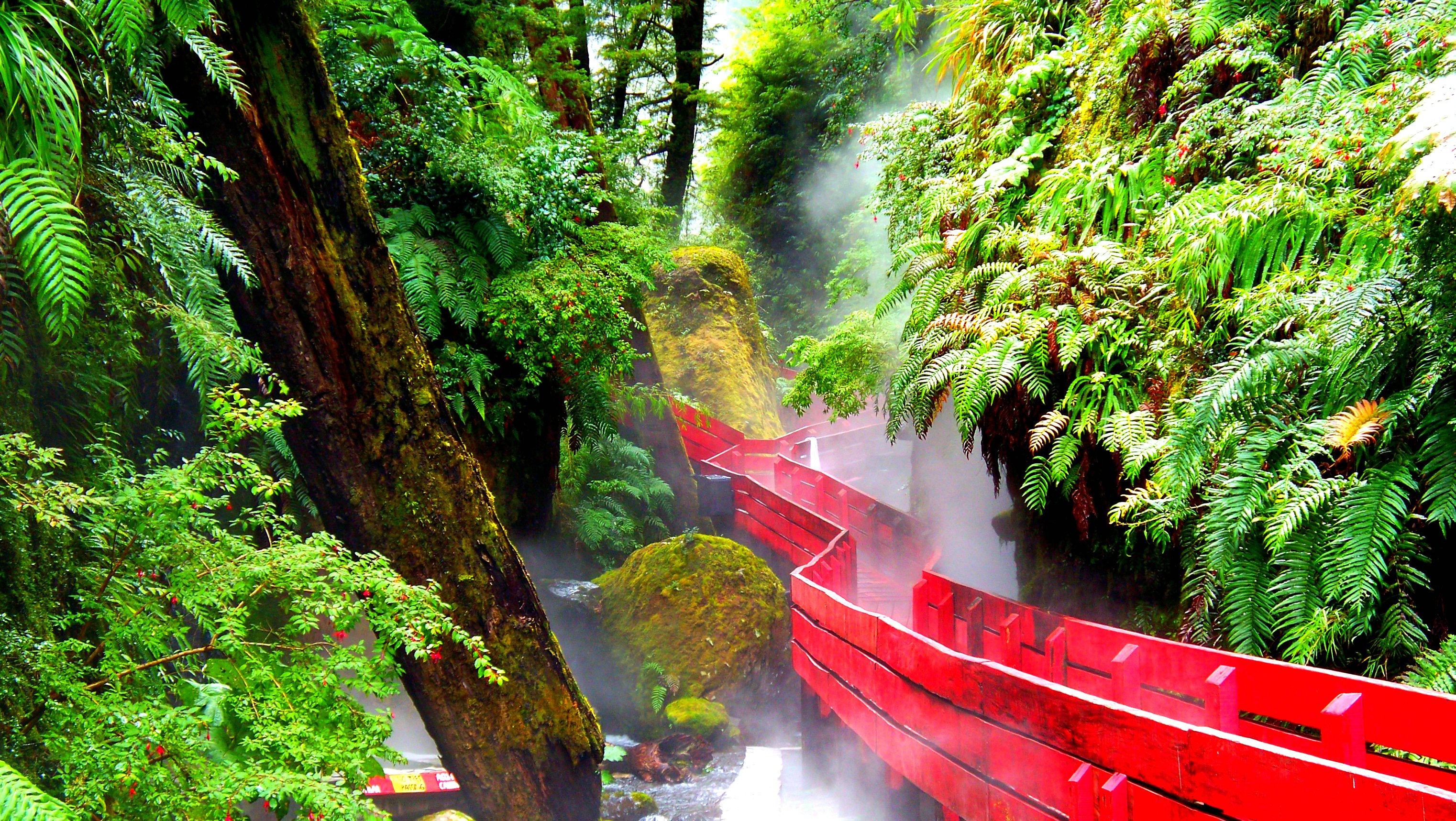
Keřové a bylinné patro s kapradinami a keřem Mitraria coccinea podél turistického chodníku

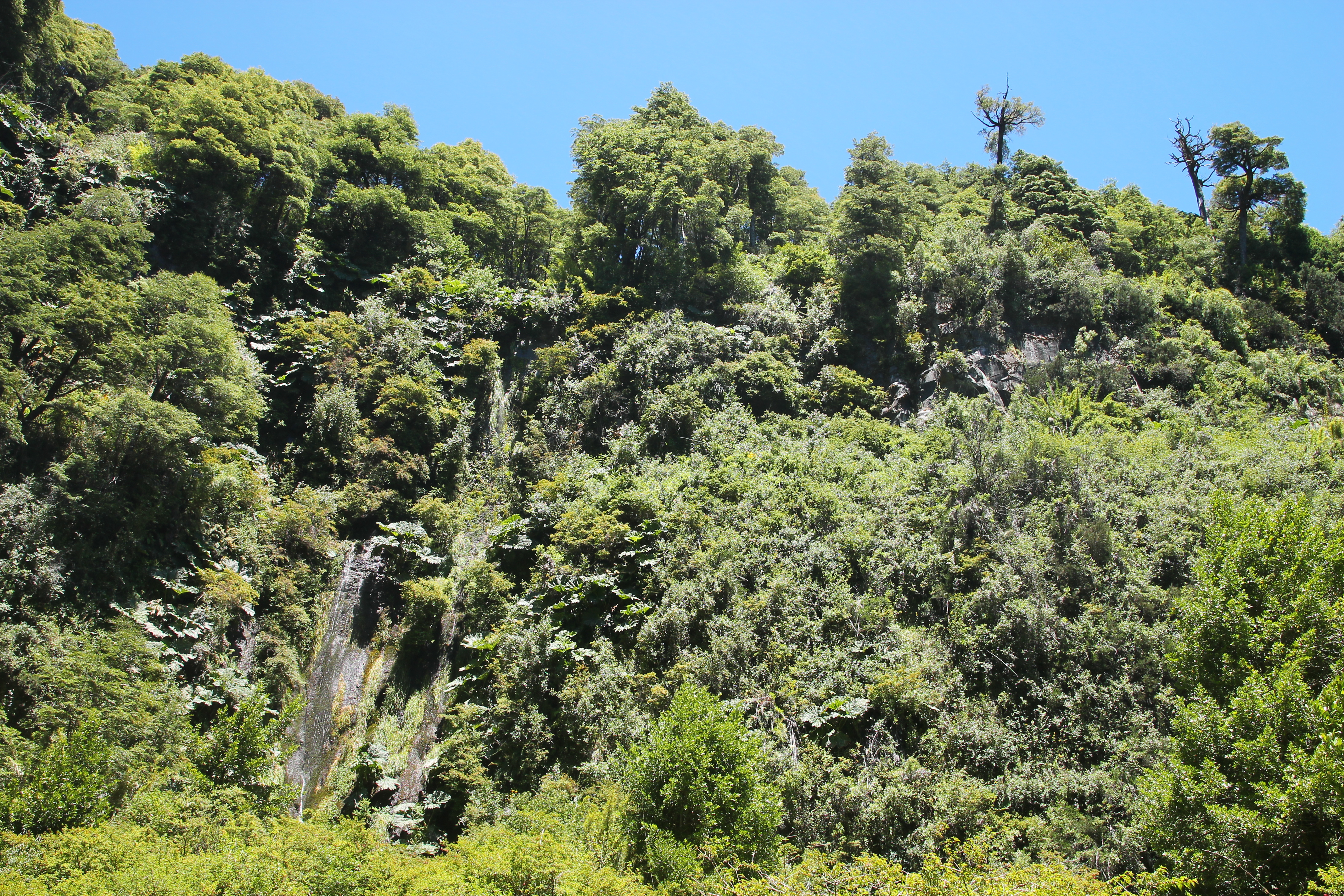
Vegatace v okolí vodopádu El León, Pucón, Araukánie

Region zahrnuje několik lesních typů. Na sušším severu převládají opadavé lesy tvořené několika druhy pabuků, směrem na jih pak přibývá stálezelených dřevin. Vlajkovým druhem valdivijských lesů je bezesporu místní endemit fitzroya cypřišovitá (Fitzroya cupressoides, alerce), mohutně vzrůstný jehličnan dožívající se několika tisíc let. Dalšími zajímavými jehličnany jsou blahočet chilský, Pilgerodendron uviferum, Saxegothaea conspicua a na jihu i některé nohoplody. Z listnatých dřevin se vyskytují myrtovité Luma apiculata a Ugni molinae nebo zástupci rodů rozpylec, aristotelie, Aextoxicon, Laureliopsis, Eucryphia a dalších. Bujné keřovité patro je dále tvořeno bambusy, barotami, roste zde velké množství kapradin a stromových epifytů, mezi nimiž vyniká mj. fuchsie magellanská.
Valdivijské lesy jsou izolovaným floristickým ostrovem, který se vyvíjel bez kontaktů s podobnými biotopy asi již od středních třetihor. Výsledkem je zdejší vysoce endemická a reliktní flóra, která vykazuje příbuzenské vztahy s ostatními antarktickými regiony, zejména Novým Zélandem a Tasmánií, a upomíná na svůj vznik na prakontinentu Gondwaně. Za endemity je považováno až 90 % druhů cévnatých rostlin, patřících do mnohdy monogenerických čeledí (Aextoxicaceae, Gomortegaceae, Desfontainiaceae, Eucryphiaceae, Misodendraceae).
Pestrá a endemická je taktéž fauna. K pozoruhodným zástupcům patří především kočka tmavá, pudu jižní a vačnatec kolokolo (Dromiciops gliroides).

## Ohrožení a ochrana
Značná část lesů byla vykácena kvůli poptávce po dřevu vzácných místních jehličnanů či přeměněna na borové a eukalyptové plantáže. Přesto však dosti velká část podléhá zákonné ochraně, bylo zde zřízeno 25 národních parků a 14 přírodních rezervací, například národní park Los Alerces s porosty fitzroyí cypřišovitých.

## Galerie

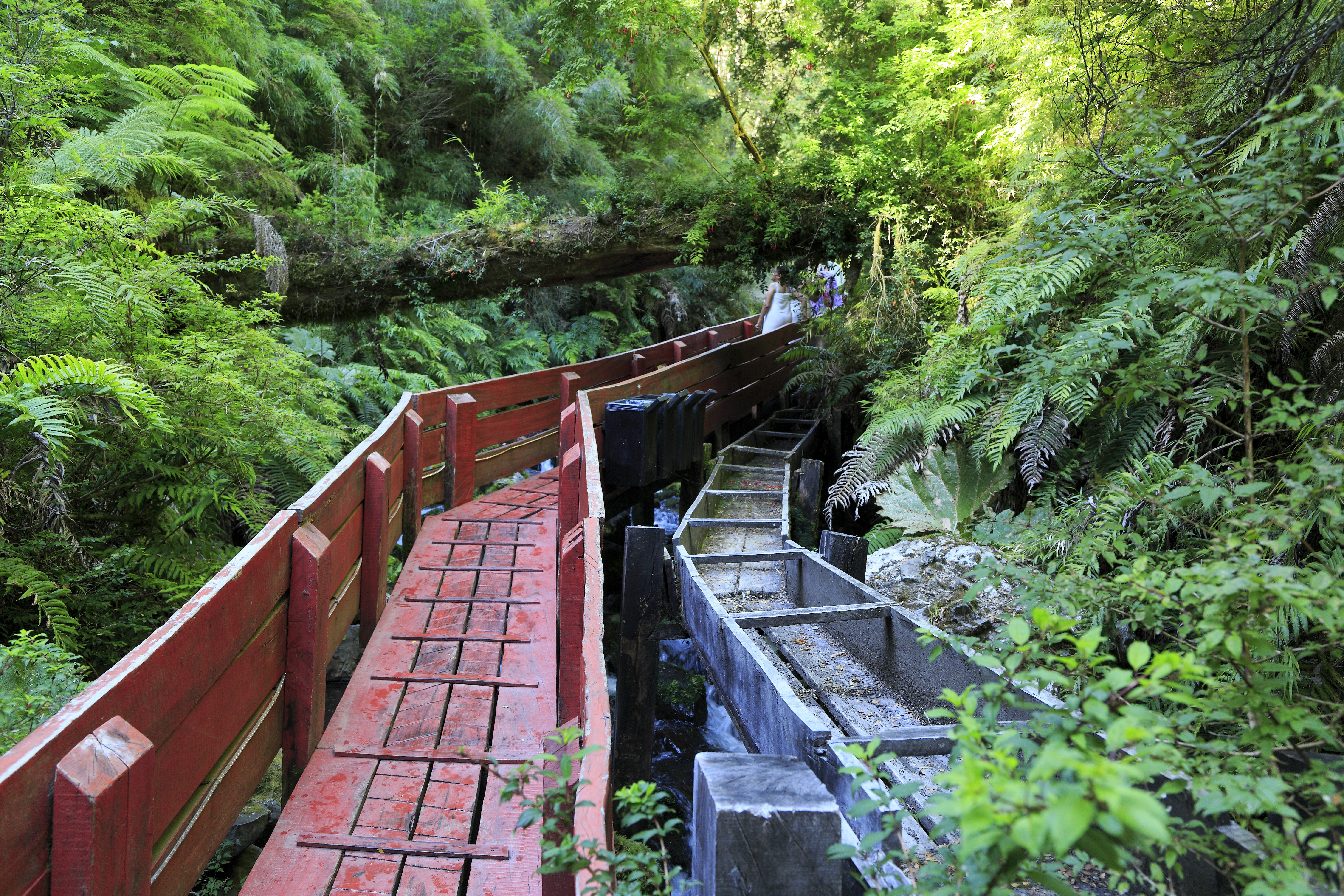
Turistické chodníky v bujném spodním patře lesa (Termas Geométricas, Coñaripe, Los Ríos)
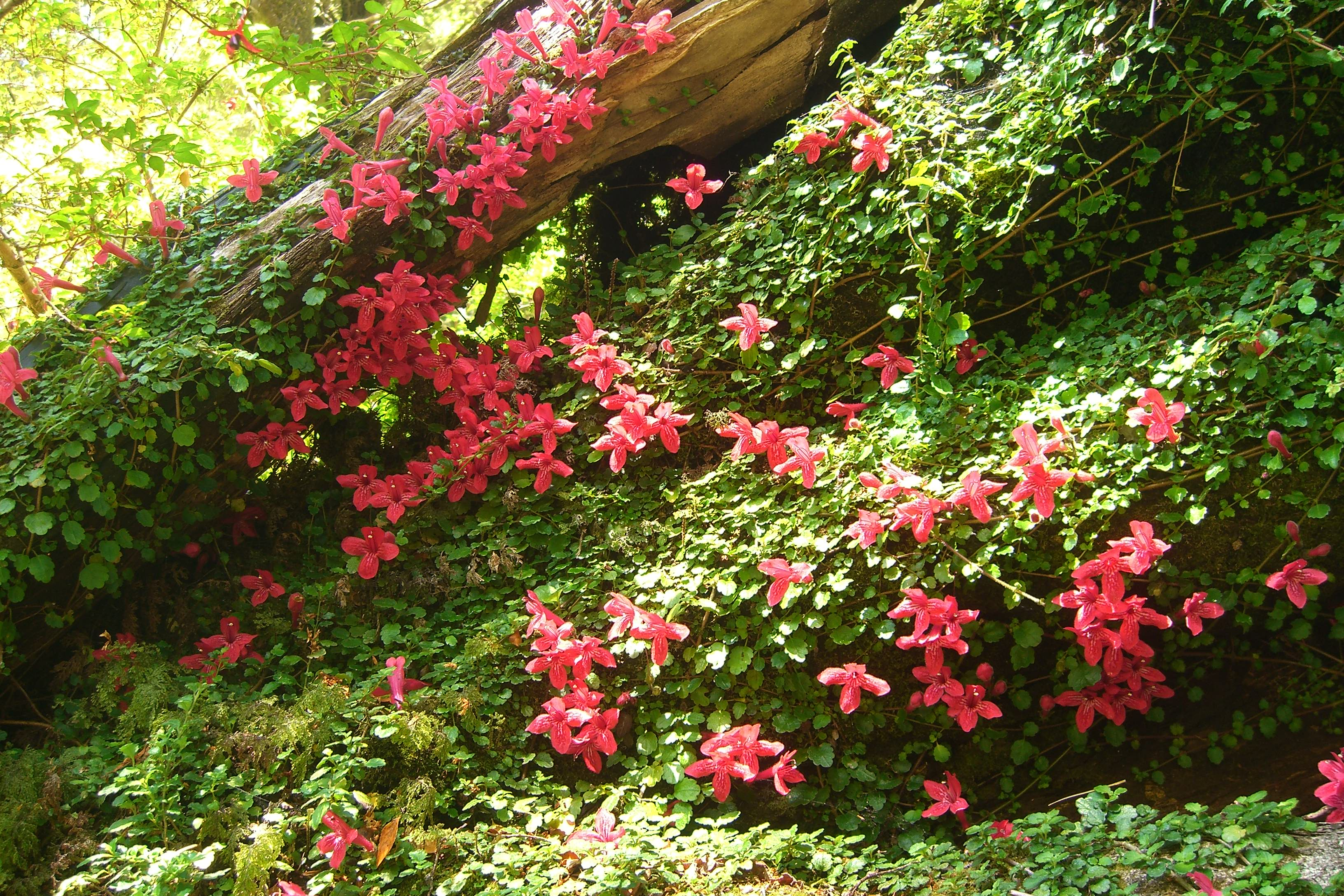
Epifytická rostlina Asteranthera ovata
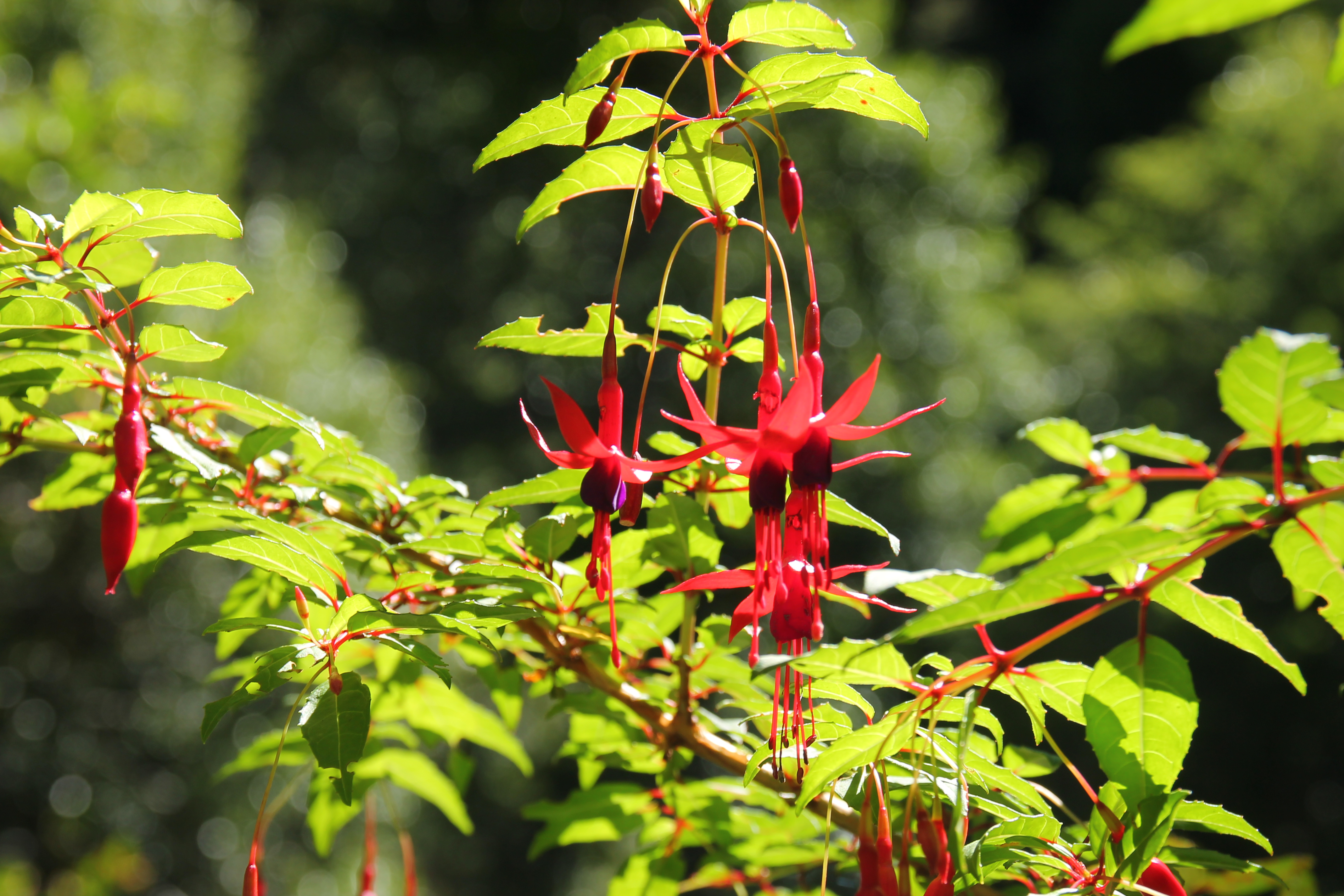
Fuchsie magellanská, Pucón, pod sopkou Villarrica
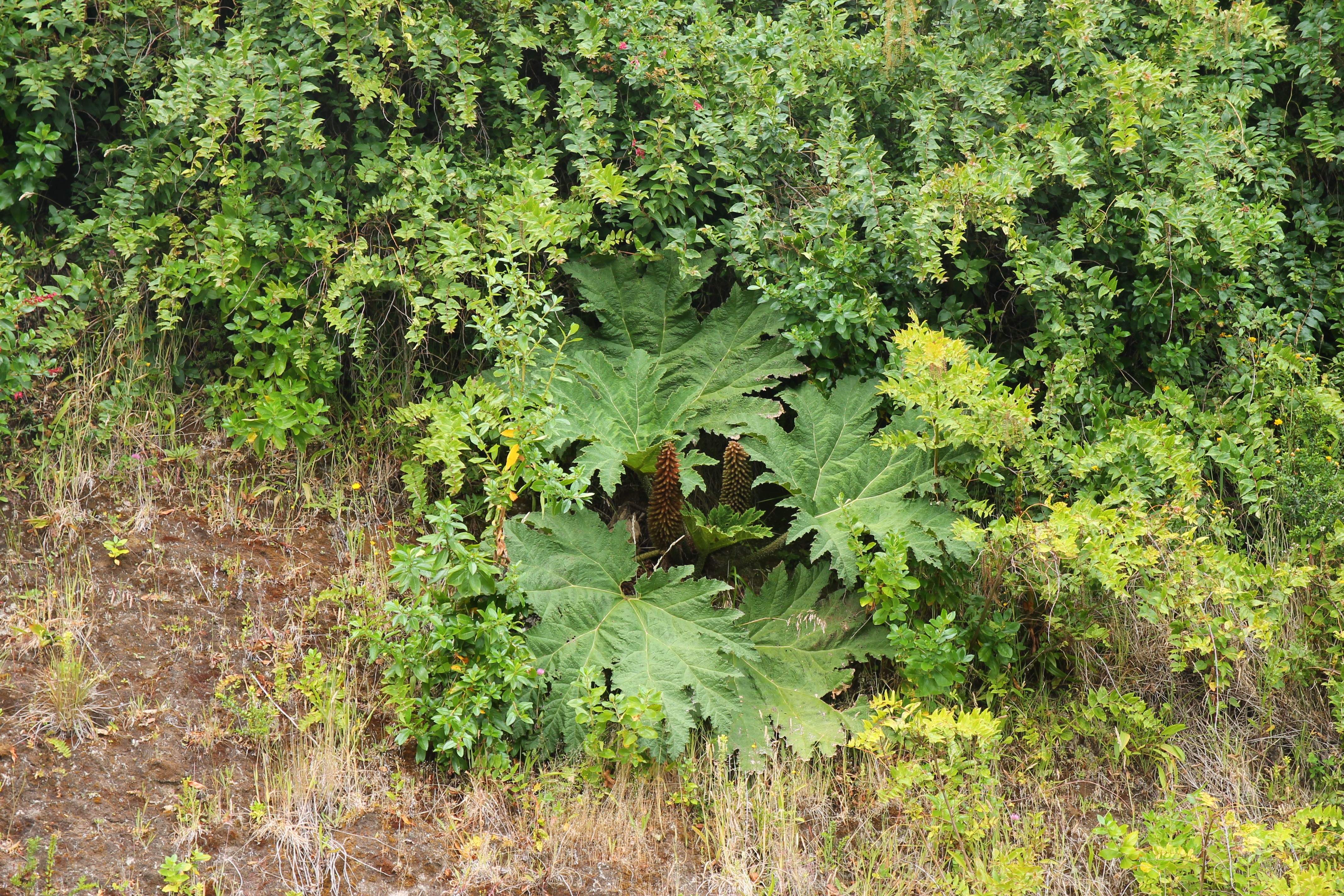
Barota, Chiloé